# Kaple svatého Mořice (Palkovice)
Kaple svatého Mořice (někdy také Kaple svatého Mauritia) je empírová kaple v obci Palkovice.

## Historie
Na místě kaple stál dřevěný kostel zasvěcený svatému Petru z roku 1580, postavený olomouckým biskupem Stanislavem II. Pavlovským. Měl věž, dva zvony a stával u něj malý hřbitov. Postupně však chátral a po stavbě kostela svatého Jana Křtitele pozbyl na významu. Roku 1850 byl již zcela zchátralý rozebrán.
Roku 1851 byla na místě původního kostela postavena pozdně empírová kaple.

## Popis
Kaple je drobná sakrální stavba obdélného půdorysu s půlkruhovým závěrem, štítovým průčelím a pláštěm členěným pilastry a lizénami.